# Castelo de Riba d'Ávia

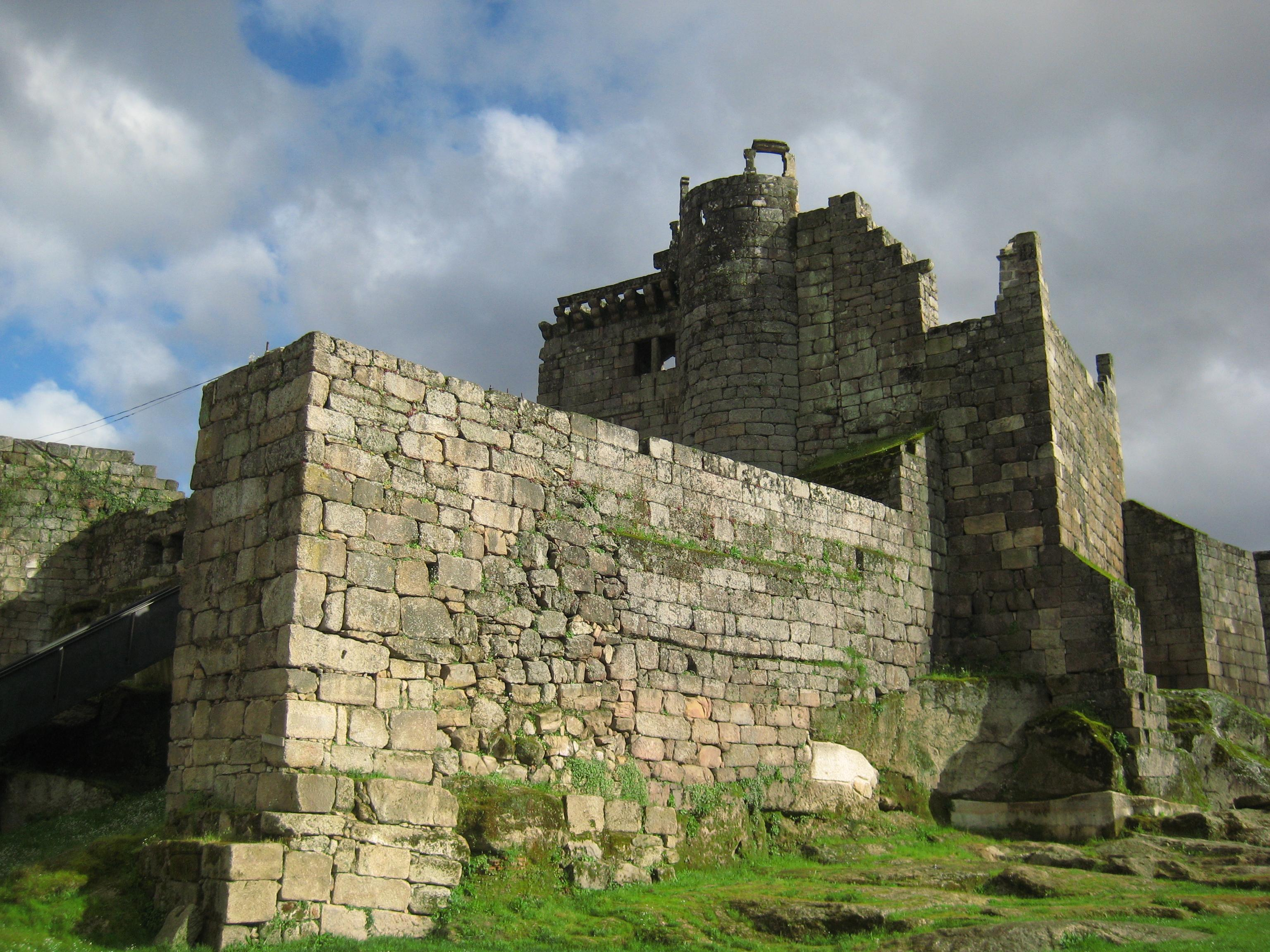
Portão de Armas

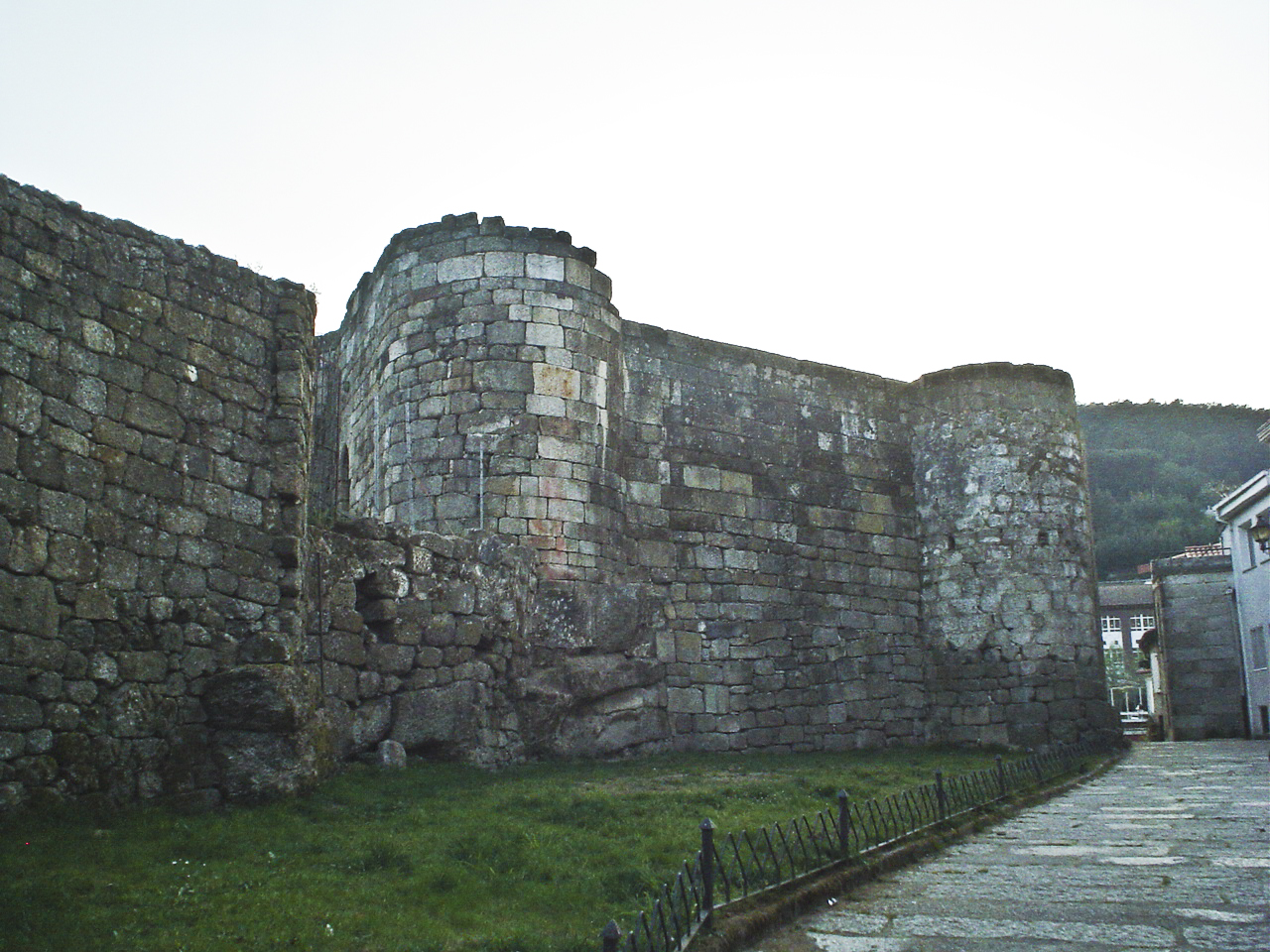
Torres do castelo

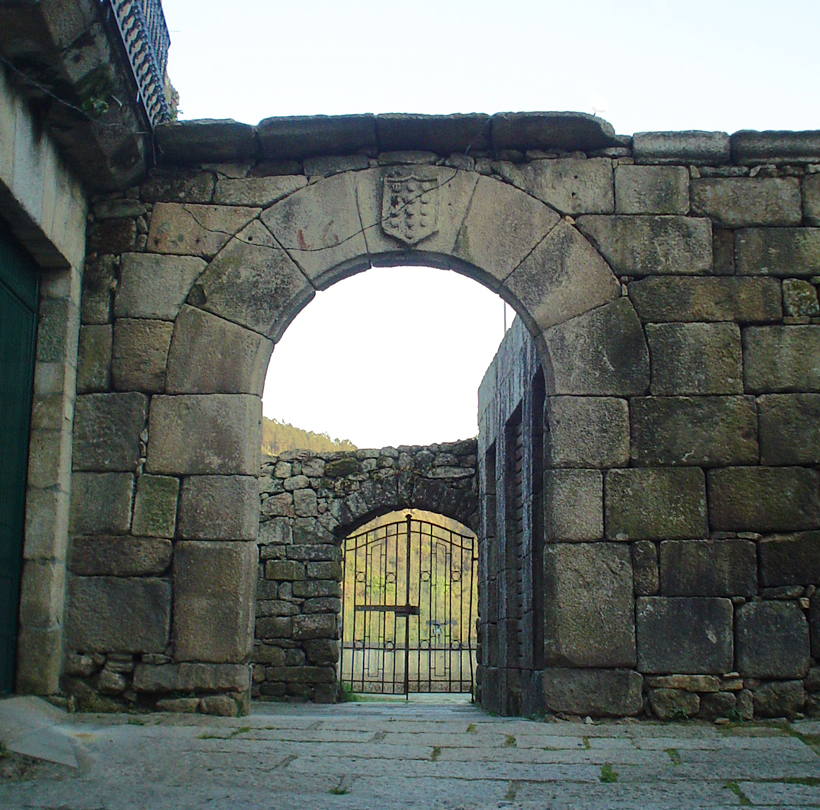
Uma das portas, com o escudo dos Sarmiento na aduela do arco

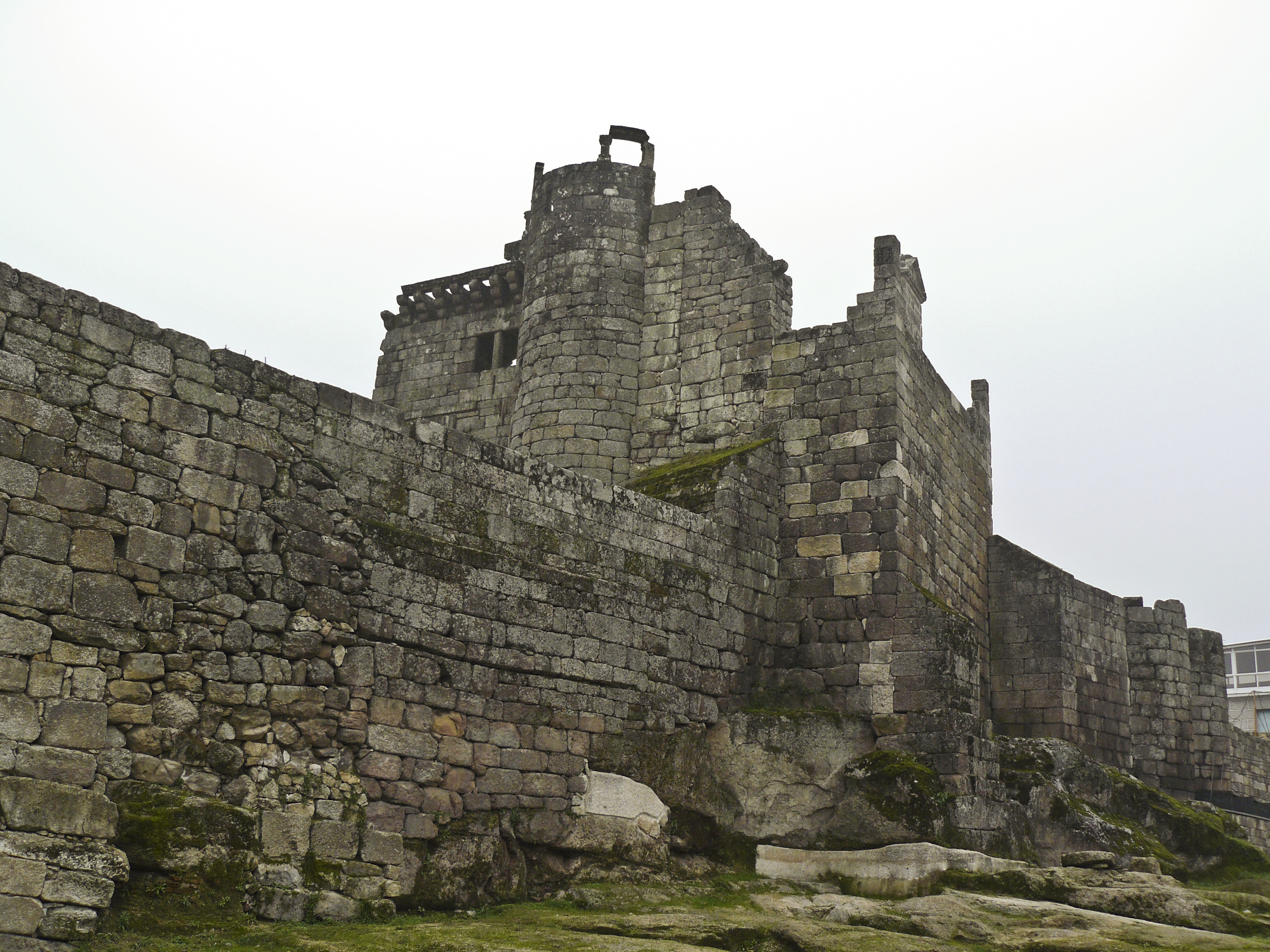
Castelo de Riba d'Ávia, Espanha

O Castelo de Riba d'Ávia (Ribadavia) localiza-se no município de Riba d'Ávia, na província de Ourense, comunidade autónoma da Galiza, na Espanha.
Actualmente no centro histórico da cidade, constitui-se nas ruínas do castelo e residência dos condes de Riba d'Ávia, da família Sarmiento. De grandes dimensões, tem sido objeto de escavações arqueológicas, encontrando-se em processo de reabilitação.

## História
Alguns historiadores, como Leopóldo Meruéndano, remontam a origem deste castelo aos primeiros anos da Reconquista cristã da península, tendo sido ampliado durante o breve reinado de Garcia da Galiza (r. 1065–1071) que estabeleceu em Riba d'Ávia a sua Corte e a capital do seu reino. Outros autores, porém, consideram que foi erguido apenas no século XII.
Serviu como refúgio para a condessa de Trava e o rei Afonso VII de Castela, que ali resistiram ao ataque de Arias Pérez, partidário dos direitos sucessórios de Dona Urraca.
Em 1375, Henrique II de Castela concedeu o senhorio de Riba d'Ávia a Pedro Ruiz Sarmiento, passando o castelo e seus domínios às mãos da família Sarmiento.
Foi objeto de importantes reformas no século XV que lhe conferiram a sua atual conformação.
Foi abandonado no século XVII quando os condes de Riba d'Ávia fixaram a sua residência no Paço dos Condes, na Praça Central, e que se comunicava com o castelo através de uma porta. A partir de então, o castelo começou a perder as suas pedras, reaproveitadas pela população para a construção de casas na povoação.

## Características
Das portas das antigas muralhas que integravam o sistema defensivo do castelo - a Porta da Vila (Norte), a Porta de Santo Domingo (Sul), a Porta da Fonte da Prata ou de São João (Oeste) e a Porta Nova de Arriba (Leste) -, só esta última se conserva, com outras duas portas posteriores, a Porta Falsa da Magdalena (postigo) e a Porta da Tafona, que permitia o acesso às águas do rio Avia.
Dois fortes torreões circulares flanqueiam a porta principal que apresenta um arco de volta perfeita. Um escudo com as armas dos Sarmiento e os Fajardo decora a porta principal.
No interior, as escavações arqueológicas coordenadas por Manuel Chamoso Lamas, trouxeram à luz um conjunto de vinte sepulcros antropomorfos que constituíam uma necrópole medieval, datada dos séculos IX e XII. Junto às tumbas, abre-se uma escadaria circular escavada diretamente na rocha-mãe, que se acredita tenha pertencido à capela ou templo que fora o centro do campo-santo.
No interior do recinto murado construiu-se, no século XX, na parte mais próxima ao rio um auditório, onde se celebra a Amostras de Teatro Abrente de Riba d'Ávia, anualmente, no mês de Julho.